# Michael Brehl

Wappen von Michael Brehl

John Michael Brehl CSsR (* 7. Januar 1955 in Toronto, Ontario) ist ein kanadischer römisch-katholischer Ordensgeistlicher und Bischof von Pembroke. Von 2009 bis 2022 war er Generaloberer der Redemptoristen.

## Leben
Michael Brehl trat während seines Studiums an der University of Toronto 1975 der Ordensgemeinschaft der Redemptoristen bei und studierte an der Toronto School of Theology. Die Profess legte er am 15. August 1976 ab und empfing am 15. März 1980 in Toronto das Sakrament der Priesterweihe. Nach seiner Kaplanstätigkeit in St. John’s, Neufundland, war er Gemeindemissionar, später Leiter der Ausbildung seines Ordens in Kanada. Von 2002 bis 2009 war er Provinzial der Redemptoristenprovinz Edmonton-Toronto. Außerdem war er Mitglied der theologischen Kommission der kanadischen Ordensoberenkonferenz und Moderator bei den Generalkapiteln der Jahre 2003 und 2009. Das Generalkapitel der Redemptoristen wählte Michael Brehl am 4. November 2009 zum 17. Generaloberen der Redemptoristen. 2016 wurde er für eine zweite Amtszeit im Amt bestätigt. Von 2022 bis 2024 war er in Toronto in der Pfarrseelsorge tätig und seither Provinzial der kanadischen Ordensprovinz seiner Gemeinschaft.
Papst Franziskus ernannte ihn am 11. Juni 2024 zum Bischof von Pembroke. Der Erzbischof von Ottawa-Cornwall, Marcel Damphousse, spendete ihm am 15. August desselben Jahres in der Kathedrale St. Columbkill in Pembroke die Bischofsweihe. Mitkonsekratoren waren der Erzbischof von Moncton, Guy Desrochers CSsR, und der Bischof von Mackenzie-Fort Smith, Jon Hansen.